# Jesús González Green
Jesús González-Green Magro (Sevilla, 1937) es un periodista, escritor y aeronauta español.

## Biografía
En 1960 obtuvo el título de Ingeniero Técnico Agrícola y en 1980 el de Licenciado en Periodismo por la Universidad Complutense de Madrid.  En 1964 trabajó como jefe de explotación de la finca El Bosque de La Puebla de Montalbán (Toledo), propiedad, en aquella época de la Duquesa de Osuna.
Inició su actividad profesional como periodista en 1969, incorporándose a los Servicios Informativos. Comenzó colaborando en el programa de Manuel Martín Ferrand 24 horas (1970). Desde 1971 pasa a ser corresponsal de guerra, y trabaja en diferentes espacios como Datos para un informe, Los reporteros (1974-1976), Dossier (1978), Objetivo (1981-1982) y En portada.
A lo largo de los años en que ejerció su profesión de reportero de guerra, pudo visitar países en conflicto como Angola, Mozambique, Yemen, Libia, Irán, Afganistán, El Salvador, Nicaragua o Zaire, donde fue detenido y condenado a muerte en 1977.
En cuanto a su colaboración con prensa escrita ha escrito entre otros, en ABC, El País, Diario 16 o La Vanguardia.
Entre los libros que ha publicado figuran: Historia del Caballo, España Negra (1965), Vida de un reportero (1977), Los habitantes de la Marisma (sobre la guerra de Irak), Dentro del Viento, El Golfo en Globo, Con los vientos Alisios, Condenados reporteros. Memorias de un corresponsal en África (2004) y Así se hizo... Reporteros de Guerra (2008).
Es conocida su afición por la aerostática, siendo junto con Tomás Feliu Rius los primeros en cruzar el Atlántico en globo de este a oeste, en 1992 a bordo del globo Rozier Am-7 "Ciudad de Huelva". Esta vocación le ha conducido al mundo empresarial, como fundador de dos empresas: Green Aeroestación afincada en Sevilla y África Balloon Safaris en Tanzania.